# Agneta Mårtensson
Agneta Mårtensson (anglès: Ulla Agneta Linnéa Mårtensson (-Baron))  (Örebro, 31 de juliol de 1961), de casada Baron, és una nedadora sueca, ja retirada, especialista en papallona i estil lliure, que va competir durant les dècades de 1970 i 1980. Es casà amb el també nedador Bengt Baron.
El 1980 va prendre part en els Jocs Olímpics d'Estiu de Moscou, on va disputar quatre proves del programa de natació. Formant equip amb Carina Ljungdahl, Tina Gustafsson i Agneta Eriksson guanyà la medalla de plata en els 4x100 metres lliures. En els 4x100 metres estils fou quarta, en els 100 metres papallona sisena i en els 200 metres papallona setena. Quatre anys més tard, als Jocs de Los Angeles, quedà eliminada en sèries en els 100 metres papallona del programa de natació.